# Blossom Rock
Blossom Rock est une actrice américaine  née le 21 août 1895 à Philadelphie (Pennsylvanie) et morte le 14 janvier 1978 à Los Angeles.
Sœur aînée de l'actrice et chanteuse Jeanette MacDonald (1903-1965), elle s'est également produite sous les pseudonymes de Marie Blake et Blossom MacDonald.

## Biographie

### Jeunesse
De son vrai nom Édith Marie Blossom MacDonald, elle naît le 21 août 1895 à Philadelphie. Elle est la seconde fille de Anna May Wright (1871-1947) et Daniel MacDonald (1869-1924). Elle fait ses débuts sur scène au vaudeville avec sa sœur Jeanette, puis aux côtés de son mari l'acteur Clarence Rock, avant de se tourner vers le théâtre lorsque le genre périclite. Sous le nom de Blossom MacDonald, elle joue entre autres dans Grand Hotel et Dead End entre 1935 et 1937.

### Carrière

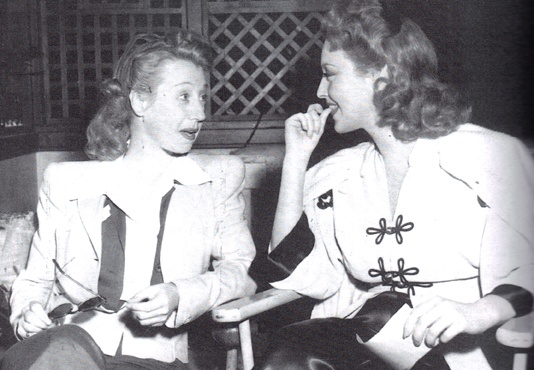
Blossom Rock et Jeanette MacDonald sur le tournage de Cairo en 1942.

Alors que sa sœur est déjà une vedette à Hollywood depuis plusieurs années, elle commence sa carrière cinématographique en 1937 sous le pseudonyme de Marie Blake avec un petit rôle (coupé au montage) dans My Dear Miss Aldrich de George B. Seitz et Mannequin de Frank Borzage, puis joue l'année suivante dans  L'amour frappe André Hardy (Love Finds Andy Hardy) de George B. Seitz. Elle devient célèbre grâce au rôle de la standardiste Sally Green dans la série de films Docteur Kildare et ses suites dérivées.
Elle quitte la MGM en 1947 et adopte le pseudonyme Blossom Rock. Après quelques petits rôles au cinéma, elle atteint le sommet de sa gloire en interprétant le personnage de grand-mère Addams dans la série télévisée La Famille Addams, diffusée entre 1964 et 1966 sur ABC . En octobre 1964, elle fait une apparition publique à la maison hantée du Children's Museum of Indianapolis,.

### Dernières années
Dans les années 1970, Blossom Rock fait un AVC qui affecte sa parole et l'empêche de retrouver l'équipe de La Famille Addams pour le téléfilm La Famille Addams : C'est la fête (1977). Retirée à la Motion Picture & Television Country House and Hospital , elle meurt le 14 janvier 1978 à Los Angeles, à l'âge de 82 ans, et est enterrée dans le cimetière privé Forest Lawn Memorial Park à Glendale.

### Vie privée
Blossom Rock a été marié à l'acteur Clarence Rock (1898-1960) de 1926 à sa mort. Le couple n'a pas eu d'enfants.

## Théâtre
- 1935-1937 : Dead End de Sidney Kingsley, Belasco Theatre : ensemble

- 1937 : But For the Grace of God de Leopold L. Atlas, Guild Theatre : la deuxième femme

## Filmographie

### Cinéma
- 1937 : My Dear Miss Aldrich de George B. Seitz : l'opératrice téléphonique (coupée au montage)
- 1937 : Mannequin : Mrs. Schwartz
- 1938 : Coup de théâtre (Dramatic School) de Robert B. Sinclair : Annette
- 1938-1947 : série de films Docteur Kildare : Sally Green , la standardiste
  - Le Jeune docteur Kildare (1938) de Harold S. Bucquet
  - On demande le docteur Kildare (Calling Dr. Kildare, 1939) de Harold S. Bucquet
  - Le Secret du docteur Kildare (The Secret of Dr. Kildare, 1939) de Harold S. Bucquet
  - L'Étrange Cas du docteur Kildare (Dr. Kildare's Strange Case, 1940) de Harold S. Bucquet
  - Docteur Kildare, médecin de campagne (Dr. Kildare Goes Home, 1940) de Harold S. Bucquet
  - Dr. Kildare's Crisis (1940) de Harold S. Bucquet
  - The People vs. Dr. Kildare (1941) de Harold S. Bucquet
  - Dr. Kildare's Wedding Day (1941) de Harold S. Bucquet
  - Dr. Kildare's Victory (1942) de W. S. Van Dyke
  - On demande le docteur Gillespie (Calling Dr. Gillespie en 1942) de Harold S. Bucquet
  - Le docteur Gillespie a un nouvel assistant (Dr. Gillespie's New Assistant, 1942) de Willis Goldbeck
  - Dr. Gillespie's Criminal Case (1943) de Willis Goldbeck
  - L'Impossible Amour (Between Two Women) de Willis Goldbeck
  - Dark Delusion (1947) de Willis Goldbeck
- 1940 : Jennie de David Burton
- 1942 : Give Out, Sisters d'Edward F. Cline : Biandina Waverly
- 1943 : Good Morning, Judge de Jean Yarbrough : Nicky Clark
- 1947 : Rendez-vous de Noël (Christmas Eve) d'Edwin L. Marin : la journaliste
- 1957 : She Devil de Kurt Neumann : la gouvernante

### Télévision
- 1964-1966 : La Famille Addams : grand-mère Addams